# Karl Dagfelt
Karl Dagfelt est un karatéka suédois connu pour avoir obtenu le titre de champion du monde en kumite individuel masculin open aux championnats du monde de karaté 1986 à Sydney, en Australie.

## Résultats
| Résultat      | Date | Épreuve                | Catégorie | Compétition                | Ville hôte           |
| ------------- | ---- | ---------------------- | --------- | -------------------------- | -------------------- |
| Médaille d'or | 1986 | Kumite individuel open | Seniors   | Championnats du monde 1986 | Sydney, en Australie |